# Бостанджили
Бостанджили (на гръцки: Κηπιά, Кипия, до 1926 година Μποσταντζιλή, Бостандзили) е село в Егейска Македония, Гърция, част от дем Кушница, област Източна Македония и Тракия.

## География
Селото е разположено на 160 m надморска височина, южно от планината Кушница (Пангео).

## История

### В Османската империя
В края на XIX век Бостанджили е турско село в Правищка каза на Османската империя. В 1889 година Стефан Веркович (Топографическо-этнографическій очеркъ Македоніи) пише за Бостанджили:
| „ | Бостанлии, мохамеданско село; 1 джамия; жителите са турци юруци. От града е на 1 час разстояние. | “ |

Към 1900 година според статистиката на Васил Кънчов („Македония. Етнография и статистика“) в Бостанджили живеят 400 души, всички турци.

### В Гърция
Селото попада в Гърция след Междусъюзническата война в 1913 година. През 20-те години турското му население се изселва по споразумението за обмен на население между Гърция и Турция след Лозанския мир и на негово място са заселени гърци бежанци от Турция. В 1928 година селото е смесено местно-бежанско със 110 семейства с 407 души. Българска статистика от 1941 година показва 750 жители.
Населението, което има ограничени обработваеми площи, произвежда главно тютюн, частично жито, като част се занимава и със скотовъдство.
| Име         | Име           | Ново име | Ново име | Описание                                  |
| ----------- | ------------- | -------- | -------- | ----------------------------------------- |
| Домуз Сирти | Ντομοὺζ Σιρτὶ | Керасиес | Κερασιές | връх в Кушница, С от Кипия                |
| Тепе        | Τεπέ          | Плакес   | Πλάκες   | връх в Кушница, С от Кипия                |
| Чакър баир  | Τσακὶρ Μπαΐρ  | Плагия   | Πλαγιὰ   | възвишение в Люти рид, И от Кипия         |
| Вазело      | Βαζελώ        | Корифи   | Κορυφή   | възвишение в Кушница (367 m), СИ от Кипия |

| Година    | 1913 | 1920 | 1928 | 1940 | 1951 | 1961 | 1971 | 1981 | 1991 | 2001 | 2011 | 2021 |
| --------- | ---- | ---- | ---- | ---- | ---- | ---- | ---- | ---- | ---- | ---- | ---- | ---- |
| Население | 490  | 447  | 541  | 692  | 669  | 617  | 506  | 434  | 366  | 611  | 325  | 263  |